# Tom Sayers
Tom Sayers ist ein Tontechniker.

## Leben
Sayers begann seine Karriere als Tontechniker und Tongestalter Ende der 1990er Jahre. Sein Debüt war die Komödie Wilde Kreaturen. Zu seinen weiteren Filmen zählen unter anderem der Horrorfilm 28 Days Later und dessen Fortsetzung 28 Weeks Later. Zwischen 2004 und 2010 war Sayers drei Mal für den Golden Reel Award nominiert und konnte den Preis 2009 für Slumdog Millionär gewinnen. Für das mit acht Oscars ausgezeichnete Drama war er bei der Oscarverleihung 2009 für den Oscar in der Kategorie Bester Tonschnitt nominiert, ging bei der Preisverleihung jedoch leer aus. Den BAFTA Film Award in der Kategorie Bester Ton gewann er hingegen.

## Filmografie (Auswahl)
- 1997: Wilde Kreaturen (Fierce Creatures)
- 1999: Wing Commander
- 2000: The Beach
- 2001: Bridget Jones – Schokolade zum Frühstück (Bridget Jones’s Diary)
- 2002: 28 Days Later
- 2004: Thunderbirds
- 2005: V wie Vendetta (V for Vendetta)
- 2007: 28 Weeks Later
- 2008: Slumdog Millionär (Slumdog Millionaire)
- 2009: Harry Brown
- 2011: Gnomeo und Julia (Gnomeo and Juliet)
- 2012: Die Frau in Schwarz (The Woman in Black)
- 2015: Cinderella

## Auszeichnungen (Auswahl)
- 2009: Oscar-Nominierung in der Kategorie Bester Tonschnitt für Slumdog Millionär
- 2009: BAFTA Film Award in der Kategorie Bester Ton für Slumdog Millionär